# Septentrio
Septentrio is een ontwerper en fabrikant van satellietnavigatieontvangers die bedoeld zijn voor gebruik van meerdere frequenties, voor nauwkeurige toepassingen. Het bedrijf levert hoofdzakelijk OEM-borden en modules bestemd voor de integratie in navigatie-toestellen. De technologie is bedoeld voor professionele gebieden zoals landmeting, mobile mapping, geautomatiseerde regeltechnieken voor voertuigen (machine control), nauwkeurige landbouw, zee- en luchtvaart, bouwindustrie en tijdmeting.

## Geschiedenis
Septentrio N.V. werd opgericht door Peter Grognard in Leuven, België, in januari 2000 als een spin-off van Imec, het grootste onafhankelijke Europese onderzoekscentrum op het gebied van micro-elektronica en nanotechnologie. In 2007 werd het bedrijf door het Belgische zakenblad Trends een Trends Gazelle Ambassador-onderscheiding toegekend voor technische innovatie en de snelle groei., gevolgd door de GPS World Products Leadership Award in 2013 en in 2018.

## Locatie
Het hoofdkwartier bevindt zich in Leuven, België. Voor Noord- en Latijns-Amerika is er een kantoor in Torrance (Los Angeles), USA. Voor activiteiten in Azië zijn er kantoren in Shanghai, China en in Yokohama, Japan.

## Activiteiten

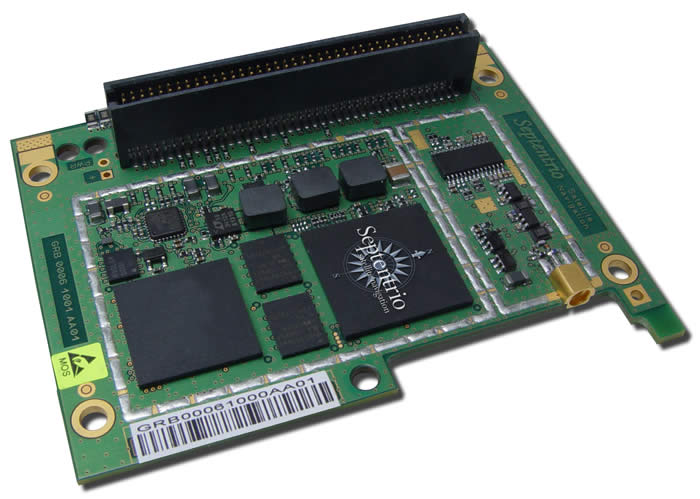
AsteRx1, eerste Galileo-ontvanger

De onderzoeksafdeling ontwikkelt eigen chips, elektronica, software en algoritmen. Het intellectueel eigendom van het bedrijf bestaat uit APME, een methode om de meerwegontvangst-effecten te onderdrukken, ambiguity fixing-algoritmen gebaseerd op de LAMBDA-methode, en uit RAIM-methoden.
Septentrio's ontvangers werden door ESA gebruikt om de eerste Galileo-signalen van de GIOVE-A-satelliet te tracken. De experimentele signalen van het Chinese Compass-navigatiesysteem werden ook het eerst door hun ontvangers opgespoord en onderzocht.